# George Henry Verrall
George Henry Verrall (né le 7 février 1848 – mort le 16 septembre 1911) est un officiel de course hippique, un entomologiste, botaniste et politicien, membre du Parti conservateur britannique. 
Il est président de la Royal Entomological Society de 1899 à 1900.

## Publications
- (en) « List of British Tipulidae, &c.("Daddy Long-legs"), with notes », Entomologists Monthly Magazine, 1888 [lire en ligne]